# نيكولاس أنغيل
نيكولاس أنغيل (بالإنجليزية: Nicholas Angell)‏ هو لاعب هوكي الجليد أمريكي، ولد في 31 أكتوبر 1979 في دولوث في الولايات المتحدة.

## وصلات خارجية
- نيكولاس أنغيل على موقع دوري الهوكي الوطني (الإنجليزية)
- نيكولاس أنغيل على موقع دوري الهوكي للقارات (الإنجليزية)
- نيكولاس أنغيل على موقع EliteProspects.com (الإنجليزية)
- نيكولاس أنغيل على موقع Eurohockey.com (الإنجليزية)
- نيكولاس أنغيل على موقع HockeyDB.com (الإنجليزية)